# Pararothia
Pararothia är ett släkte av fjärilar. Pararothia ingår i familjen nattflyn.
Kladogram enligt Catalogue of Life:
| Pararothia | \| \| Pararothia camilla \| \| \| \| \| \| Pararothia gracilis \| \| \| \| \| \| Pararothia vieui \| \| \| \| |
|            | \| \| Pararothia camilla \| \| \| \| \| \| Pararothia gracilis \| \| \| \| \| \| Pararothia vieui \| \| \| \| |
|            | Pararothia camilla                                                                                            |
|            | |
|            | Pararothia gracilis                                                                                           |
|            | |
|            | Pararothia vieui                                                                                              |
|            | |